# Borotín (zámek)
Zámek Borotín se nachází v obci Borotín v okrese Blansko.
Na původním místě zde ve 14. století vznikla tvrz, která zpustla ve století následujícím. V 16. století pak byla obnovena a roku 1753 zde nechal olomoucký biskup Jan Václav Xaver Frey von Freyenfels postavit zámek.
Roku 1948 byl zámek zestátněn, od roku 1963 v něm sídlil Ústav sociální péče. Tento jej přestal využívat roku 2000. Od té doby se pro zámek nenašlo využití. V červnu 2013 budovu koupila, od ruského majitele Alexandera Buchina, který ji vlastnil čtyři roky, společnost SaZ s. r. o. Ta jej počátkem dubna téhož roku začala rekonstruovat na dům s pečovatelskou službou. Obec Borotín předala společnosti část obecního pozemku, kde vznikla parkovací místa, jak pro návštěvníky penzionu, tak pro ostatní veřejnost. Započetí provozu domu bylo plánováno na druhou polovinu roku 2016. Celkem zde vzniklo pětatřicet bytů, mezi kterými jsou jedno- i dvoupokojové. Rekonstrukce vyšla na celých sedmdesát milionů korun, bez toho aniž by společnost SaZ využila nějaké dotace. Maximální kapacita obsazení zámku je 64 míst. Provoz domu s pečovatelskou službou byl svěřen spolku Za Sluncem. Otevření zrekonstruovaného domu proběhlo v roce 2017.
Zámek je chráněn jako kulturní památka České republiky.
V roce 1991 se na zámku natáčel film Tankový prapor, později pak několik scén z dvou dílů Četnických humoresek.